# Günther Bergmann

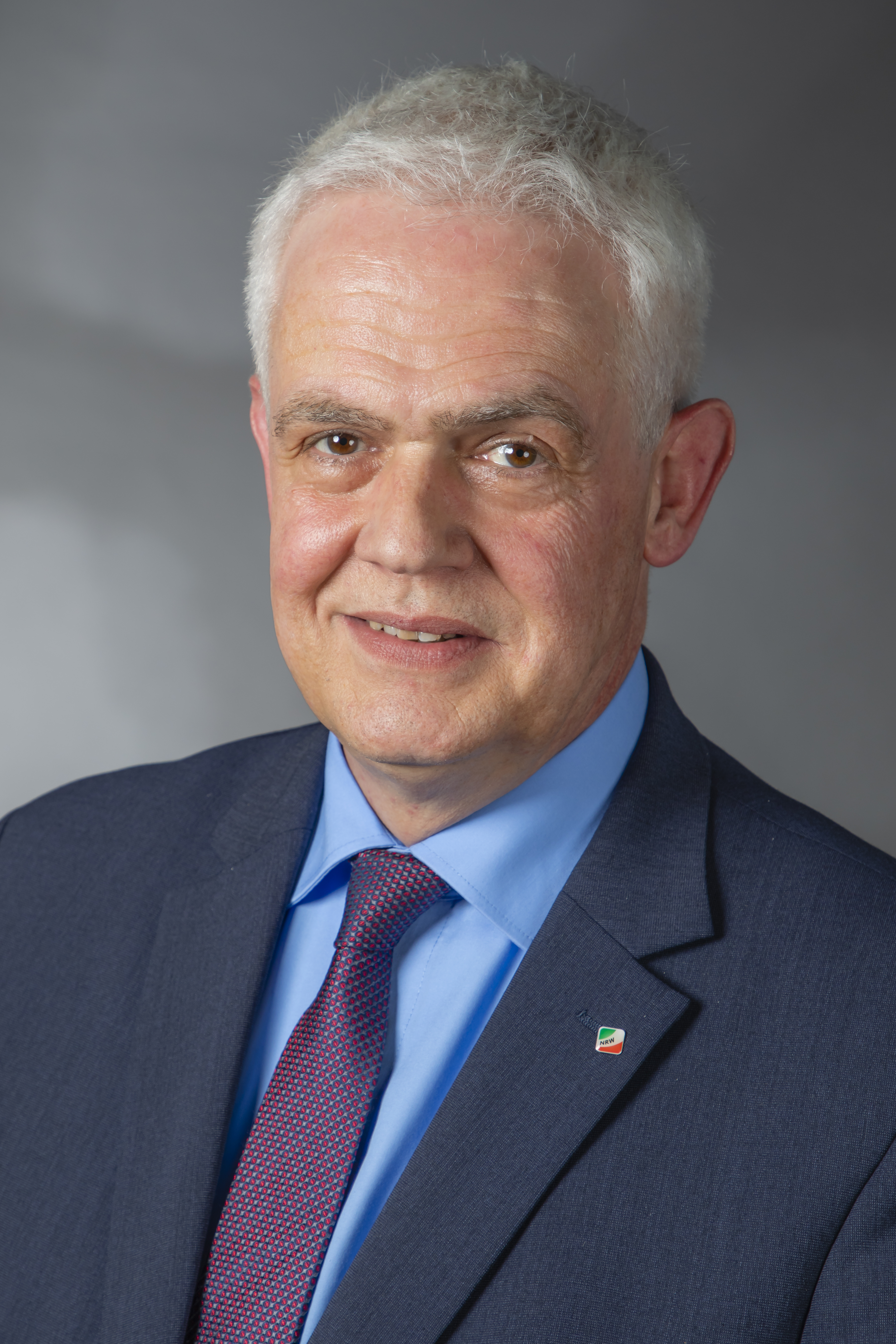
Günther Bergmann, 2019

Günther Bergmann (* 21. März 1965 in Kalkar) ist ein deutscher Politiker (CDU). Seit 2012 ist er Mitglied des Landtages von Nordrhein-Westfalen.
Nachdem er 1984 das Abitur absolvierte, leistete Bergmann seinen Wehrdienst in Pinneberg, Osnabrück und Kalkar ab. Im Anschluss studierte er Politikwissenschaften, Mittlere und Neuere Osteuropäische Geschichte und Öffentliches Recht an der Johannes-Gutenberg-Universität in Mainz und schloss als Magister Artium ab. Er promovierte mit einer Doktorarbeit über Deutschstämmige in Südamerika. Daraufhin arbeitete er beim international tätigen Beratungsunternehmen agiplan in Mülheim an der Ruhr als Vorstandsassistent und Mitarbeiter im Bereich Marketing für Osteuropa sowie als Vorstandsassistent und Leiter für PR und Kommunikation bei der Bauunternehmung F.C. Trapp in Wesel. Seit 1999 ist er selbständig als Berater für PR und Kommunikation für Unternehmen, Verbände und Institutionen tätig.
Bergmann trat 1980 in die Junge Union ein. Dort war er zunächst stellvertretender Vorsitzender, später Vorsitzender des Stadtverbands Kalkar und schließlich bis 1993 stellvertretender Vorsitzender im Kreis Kleve. 1990 wurde er in den Kreisvorstand der CDU in Kleve gewählt. Seit 2009 ist er Vorsitzender des Kreisverbandes. Von 1994 bis 2014 gehörte Bergmann dem Stadtrat von Kalkar an, in dem er seit 2004 Fraktionsvorsitzender war. Er unterlag bei der Kommunalwahl 2014 in seinem Wahlkreis überraschend mit zwei Stimmen Abstand einem Mitbewerber vom Forum Kalkar.
Bei der Landtagswahl 2012 war Bergmann erstmals Kandidat der CDU im Wahlkreis Kleve II. Den Wahlkreis konnte er trotz Verlusten seiner Partei mit 39,2 Prozent der Erststimmen für sich gewinnen. Bei der Landtagswahl 2017 errang er 44,4 % der Erststimmen und wurde erneut direkt in den Landtag von Nordrhein-Westfalen gewählt. Dort ist er Sprecher der CDU-Fraktion im Petitionsausschuss sowie Mitglied in den Ausschüssen Europa und Internationales sowie Kultur und Medien. Bei der Landtagswahl 2022 gewann er das Direktmandat mit 43,5 % der Erststimmen und zog zum dritten Mal als Abgeordneter in den Landtag ein.
Bergmann ist Mitglied des Kuratoriums der NRW-Kunststiftung und vertritt das Land NRW beim KGRE des Europarates in Straßburg.

## Werke
- Bergmann, Günther J.: Auslandsdeutsche in Paraguay, Brasilien, Argentinien. Westkreuz-Verl., Bad Münstereifel 1994. ISBN 3-929592-05-3.
- Bergmann, Günther J. und Mörsen, Bernd: Kalkar. Der Stadtführer für das Zentrum und die Stadtteile. Mercator-Verl., Duisburg 2002. ISBN 978-3-87463-337-6
- Bergmann, Günther J.: Juden in Kalkar, Gemeindegeschichte und Friedhofsdokumentation (von Aubrey Pommerance und Dan Bondy), B. o. s. s. Verl., Kleve 1999. ISBN 978-3-933969-04-0